# 1201

1201(천이백일)은 1200보다 크고 1202보다 작은 자연수다.

## 수학
- 197번째 소수(素數)다. 앞의 소수는 1193, 다음 소수는 1213이다.
  - 45번째 슈퍼 소수로, 1201의 소수 순번인 197도 소수다. 앞의 슈퍼 소수는 1171, 다음은 1217이다.
- {\displaystyle 1201=24^{2}+25^{2}}
  - 25번째 중심있는 사각수로, 연속하는 두 자연수의 제곱합으로 나타낼 수 있다. 앞의 중심있는 사각수는 1105, 다음은 1301이다.
- 피타고라스 삼조의 빗변의 길이이다. ({\displaystyle 49^{2}+1200^{2}=1201^{2}})[a]
- {\displaystyle 7^{8}-1}은 1201로 나누어떨어진다.

## 과학
- NGC 1201: 화로자리 방향에 있는 은하.

## 군사
- U-1201(영어판): 제2차 세계 대전에 사용된 나치 독일의 군용 잠수함.

## 문화유산
- 대한민국의 보물 제1201호: 울진 불영사 대웅보전

## 기타
- 날짜: 12월 1일
- 연도: 1201년, 기원전 1201년
- 1201 노스 마켓 스트리트(영어판): 미국 델라웨어주 윌밍턴에 있는 사무용 건물.
- 1201 서드 애비뉴(영어판): 미국 워싱턴주 시애틀에 있는 사무용 건물.
- 1201 월넛(영어판): 미국 미주리주 캔자스시티에 있는 사무용 건물.
- 1201 펜실베이니아 애비뉴(영어판): 미국 워싱턴 D.C.의 펜실베이니아 애비뉴에 있는 사무용 건물.

## 같이 보기
- 1000